# Guerres du Xinjiang
Les Guerres du Xinjiang sont une série de conflits armés ayant eu lieu dans l'actuel Xinjiang pendant le XXe siècle, dans le contexte des luttes entre les seigneurs de guerre chinois, de la guerre civile chinoise, et du mouvement d'indépendance du Turkestan oriental.
La clique du Xinjiang contrôle la région à partir de 1916, dans le contexte de la chute de l'Empire de Chine. La rébellion Kumul éclate en 1931. Ce soulèvement des musulmans ouïghours est soutenu par Tchang Kaï-chek qui voit d'un mauvais œil les liens de la clique avec l'Union soviétique. Devant une victoire imminente des rebelles, l'Armée rouge, assistée par des Russes blancs, intervient en 1934 et obtient un cessez-le-feu. En 1935 et 1937, des révoltes islamiques, soutenues officieusement par la République de Chine, éclatent et sont réprimées. La guerre sino-japonaise ne touche pas particulièrement le Xinjiang, mais à partir de 1944, la rébellion Ili, appuyée par les Soviétiques, aboutit en 1949 à l'incorporation du Xinjiang à la République populaire de Chine.
En 1955, la province du Xinjiang devient la région autonome ouïghoure du Xinjiang. La sinisation du Xinjiang est entamée dans les années 1950, en même temps que le début de troubles, avec la demande de l'indépendance du Turkestan oriental.

## Liste de conflits
- Rébellion Kumul (1932-1935)
- Invasion soviétique du Xinjiang (1934)
- Révolte Charkhlik (1935)
- Rébellion islamique du Xinjiang (en) (1937)
- La rébellion Ili (1944)
- Incorporation du Xinjiang à la République populaire de Chine (1949)
- Troubles dans la région autonome ouïghoure du Xinjiang depuis 1950

## Batailles
- Bataille d'Aksu (en)
- Bataille de Sekes Tash (en)
- Bataille de Kashgar (1933) (en)
- Bataille de Toksun (en)